# Meryta schizolaena
Meryta schizolaena är en araliaväxtart som beskrevs av Henri Ernest Baillon. Meryta schizolaena ingår i släktet Meryta och familjen Araliaceae. Inga underarter finns listade.